# 建正寺 (埼玉県伊奈町)
建正寺（けんしょうじ）は、埼玉県北足立郡伊奈町にある曹洞宗の寺院。

## 歴史
寺伝によれば、寿永年間（1182年 - 1184年）、岩崎将監の開基と伝えられている。なお、江戸時代後期の地誌『新編武蔵風土記稿』によれば、1445年（文安2年）に周公記室によって開山されたという。
寺伝では、原市沼の北東に位置していたが、1591年（天正19年）に伊奈忠次が伊奈氏の陣屋（現・伊奈氏屋敷跡）を築いたことから、現在地に移転したという。その際に現在の館林市にある龍興寺から吉洲良朔を招聘した。龍興寺や吉洲良朔は曹洞宗に属していることから、これまでの臨済宗から曹洞宗に転宗している。

## 文化財
- 鉄造阿弥陀如来立像（伊奈町指定有形文化財 昭和43年3月1日指定）[3]

## 交通アクセス
- 志久駅より徒歩15分。